# Melisma
En música, melisma (del grec, μέλισμα, 'cant') és el fet de cantar diverses notes diferents en una sola síl·laba del text, o sigui, la tècnica de canviar l'altura d'una síl·laba musical mentre és cantada. Segons Jesús Giralt i Radigales i cols., pot fer referència a la música grega antiga, en la qual una nota llarga se substituïa per una successió de notes breus, o al cant gregorià en el qual es cantaven diverses notes sobre una mateixa síl·laba. A la música cantada en aquest estil se l'anomena melismàtica, oposada a sil·làbica, en què a cada síl·laba de text li correspon una sola nota. En les cultures antigues, aquest tipus de tècnica musical s'usava per a assolir un tràngol hipnòtic en aquells que ho escoltaven, la qual cosa era útil per a primerencs ritus d'iniciació musical (misteris eleusinis) i adoracions religioses. Aquest estil es pot trobar encara avui en part de la música hindú i àrab. En la música occidental, el terme es refereix més comunament al cant gregorià, encara que també s'utilitza per a descriure música de qualsevol altre gènere, incloent el cant barroc i el gospel. Aretha Franklin és considerada una de les representants modernes d'aquesta tècnica.
El melisma va començar a notar-se de manera escrita en alguns dels primitius cants del ritu romà de l'Església catòlica. La font més antiga data dels voltants de l'any 900. El gradual i l'al·leluia, en particular, van ser característicament melismàtics, al contrari del tracte, que és típicament sil·làbic. La repetició de models melòdics va ser evitada de manera sistemàtica en aquest estil.
En la música romana d'Orient, es van donar també elements melismàtics i va influir així mateix en el ritu romà, que va passar a denominar-se, gràcies a Gregori I, cant gregorià. L'himne del "Glòria" d'Edward Shippen Barnes, en el qual es canta l'himne "Angels We *Have Heard On High", conté una de les seqüències més melismàtiques (en la "o" de la paraula "Gloria") de la música popular cristiana.
El melisma es presenta també amb freqüència en la música popular d'Orient Mitjà, Àfrica, els Balcans i diversos gèneres del folklore d'Àsia i de la música popular. També apareix en la música popular occidental per influència de la música afroamericana i les tècniques vocals d'artistes de música popular.